# Нгамбо Мусоле
Петронелла Нгамбо Мусоле (англ. Petronella Ng'ambo Musole; нар. 26 червня 1998, Замбія) — замбійська футболістка, воротар клубу «ЗЕСКО Юнайтед» та національної збірної Замбії. Одна з гравчинь, яка поїхала на футбольний турнір Літньої Олімпіади 2020 року.

## Клубна кар'єра
Футбольну кар'єру розпочала в замбійському клубі «Чипарамба Брексроу». З 2018 року захищає кольори іншого клубу, «ЗЕСКО Юнайтед».

## Кар'єра в збірній
У складі дівочої збірної Замбії (WU-17) поїхала на дівочий чемпіонат світу (WU-17) 2014 року, але на турнірі не зіграла жодного матчу. У футболці національної збірної Замбії дебютувала 28 листопада 2020 року в переможному (2:1) виїзному товариському матчі проти Чилі. Нгамбо вийшла на поле в стартовому складі та відіграла увесь матч.